# Creu coberta

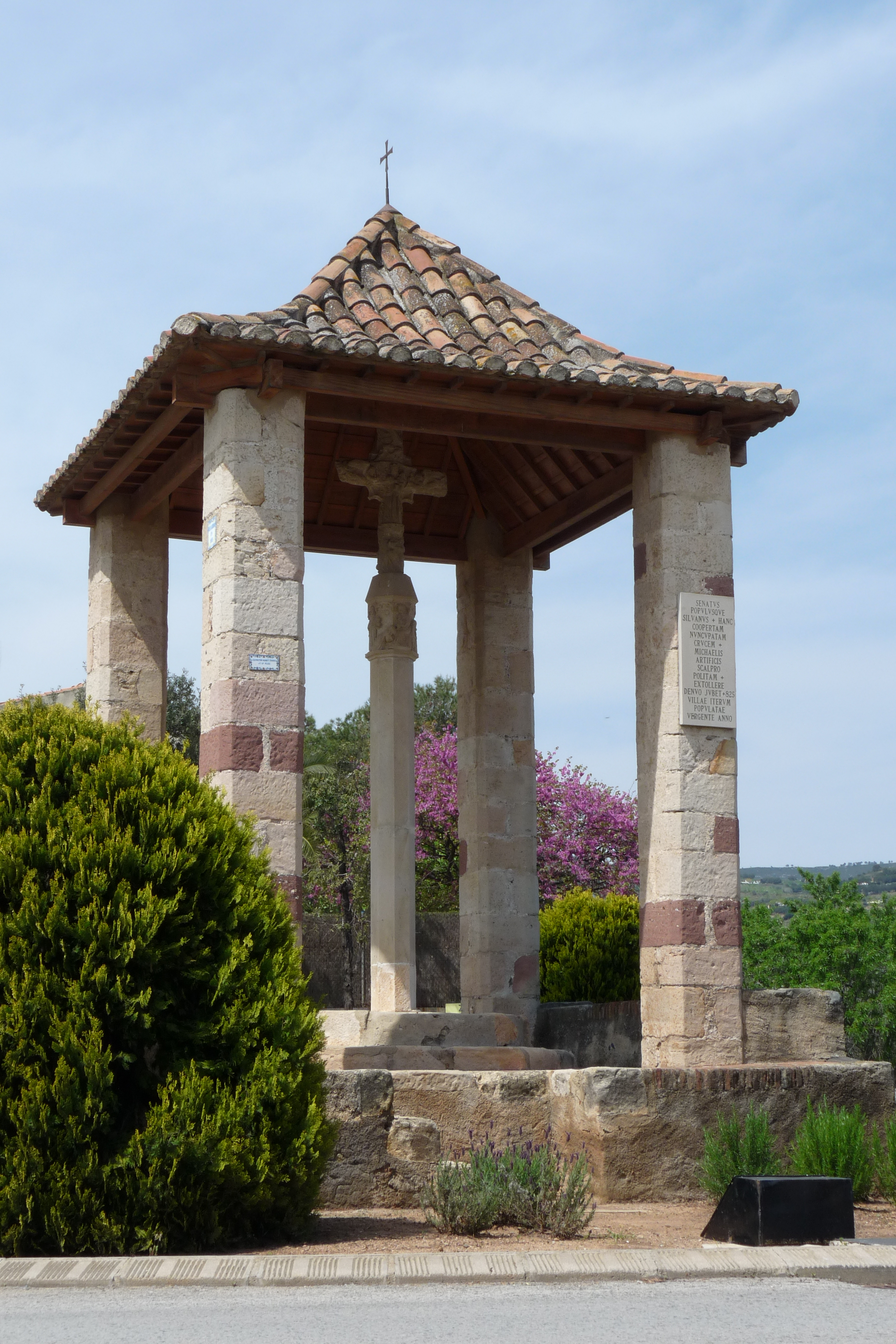
La Creu Coberta de la Selva del Camp

Una creu coberta és un tipus de creu de terme coberta per una teulada, una estructura arquitectural oberta.
A partir del segle xv, es va començar a protegir les creus amb una teulada, normalment de quatre vessants, sostinguda per pilars i anomenada creu coberta. Es tracta de peces majoritàriament gòtiques i renaixentistes, si bé també se'n troben de barroques.
La creu coberta barcelonina, al coll dels Inforcats la Creu Coberta, era del segle xiv i es considerava de les més antigues. Construïdes al llarg del segle xv, consta l'existència de creus cobertes a València, Vic, Gandesa, la Selva del Camp, Vallfogona de Ripollès, Torà de Riubregós, Corbera de Llobregat, Sorita (Creu de la Balma) i Xàtiva (Creucoberta), algunes de les quals encara subsisteixen.
A La Rioja destaca la Creu Coberta o Humilladero de Calahorra, on feien parada els peregrins que seguien el Camí de Sant Jaume